# .nc
.ncは国別コードトップレベルドメイン（ccTLD）の一つで、ニューカレドニアに割り当てられている。
.usドメインの第二レベルドメインとしての.nc.usはノースカロライナ州のドメインであり、関係ない。
ニューカレドニアに登記のある企業や組織のみが.ncのドメインの登録をできる。
"administration", "bible", "blog", "cabinets", "colonisation", "flag", "justice", "mail", "nation", "offense", "outrage", "persecution", "presses", "registries", "rebellion", "temple", "union", "vote"を初め100以上の単語の使用が禁止されている。